# Srulik

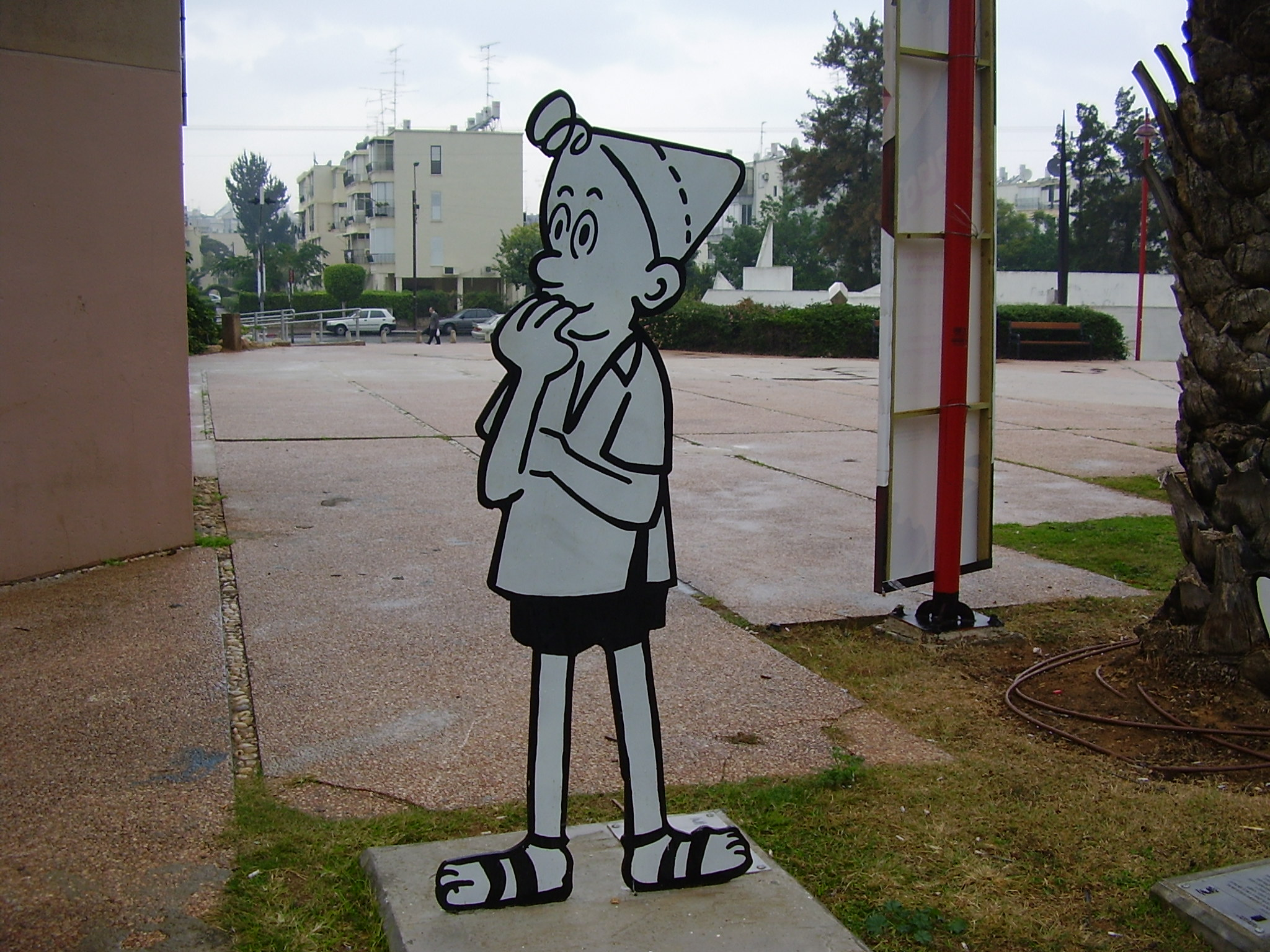
Srulik au Musée israélien de la bande dessinée à Holon

Srulik (en hébreu : שרוליק [ˈsʁulik]) est la figure allégorique nationale d'Israël. Ce personnage est créé en 1951 par le dessinateur de presse israélien Kariel Gardosh (1921-2000), plus connu sous son pseudonyme Dosh.
Le personnage anime le journal Maariv pendant de nombreuses années. Yosef Lapid, collègue de Dosh à la rédaction de Maariv, décrit Srulik comme une icône d'Israël au même titre que Marianne et l'Oncle Sam sont respectivement des icônes de la France et des États-Unis. Srulik est un mot d'argot désignant Israël.
Srulik est comparé à Handala, la figure allégorique nationale de la Palestine. Il apparait avec Handala dans des peintures murales soutenant la solution à deux États. 

## Description

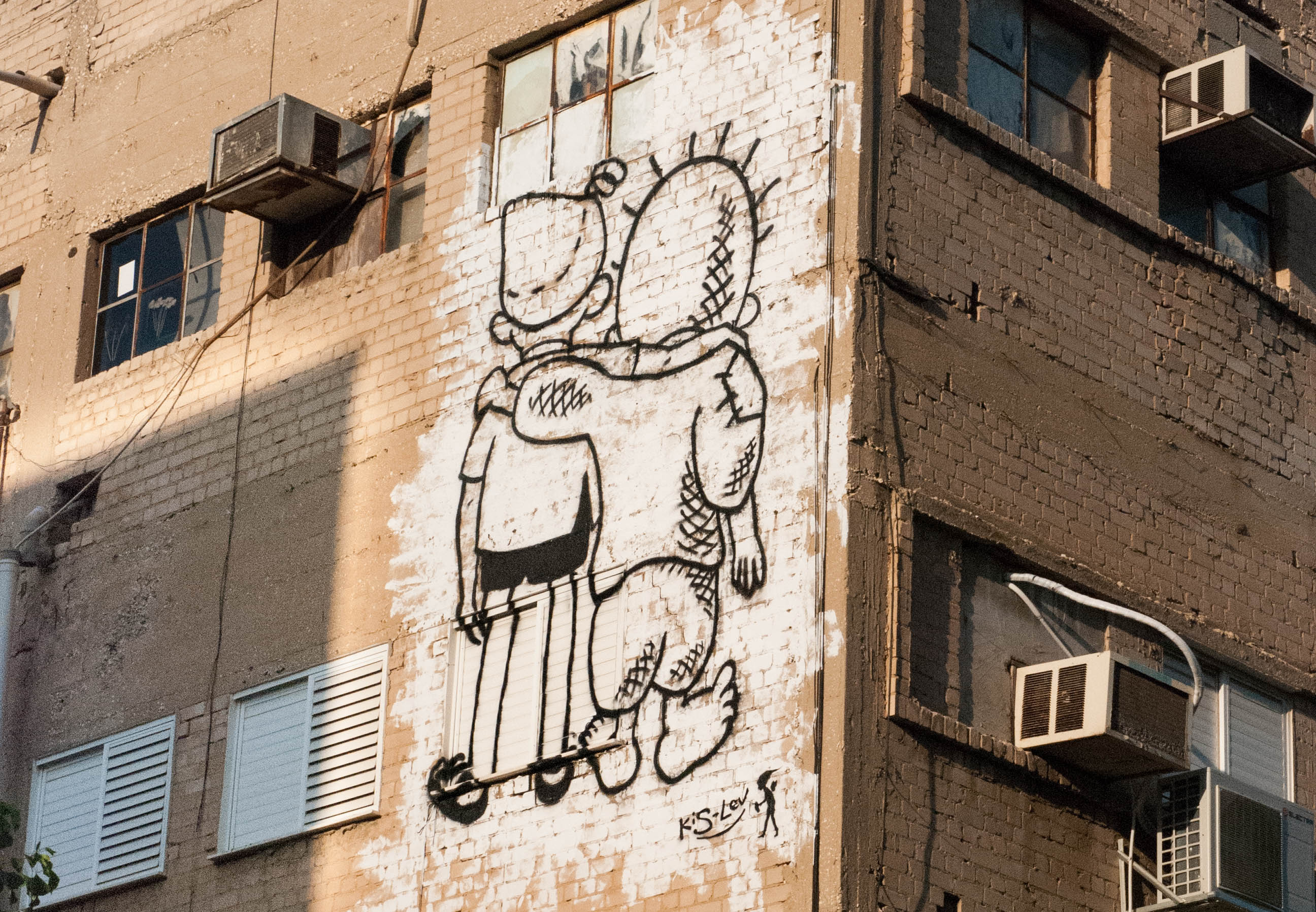
Les enfants de la paix dans le quartier Florentin, à Tel Aviv-Jaffa, représentant l'Israélien Srulik et le Palestinien Handala réconciliés

Srulik est représenté comme un jeune homme avec un petit nez et une houpette bouclée. Il porte un bob typique, le « chapeau tembel », des sandales « bibliques » et un short kaki. Srulik est un sabra, un sioniste pionnier, un amoureux de la terre d'Israël et de son sol, un agriculteur dévoué qui, en cas de besoin, enfile un uniforme et sort pour défendre l'État d'Israël.
Srulik est vu comme une antithèse des caricatures antisémites parues dans l'hebdomadaire nazi Der Stürmer et d'autres revues européennes et arabes. Contrairement au stéréotype du juif faible ou rusé propagé par Joseph Goebbels, Dosh ― un survivant de la Shoah ― dessine un personnage juif fier, fort et sympathique.